# Андреас Вельс
Андреас Вельс (нім. Andreas Wels, 1 січня 1975) — німецький стрибун у воду.
Призер Олімпійських Ігор 2004 року, учасник 1996, 2000 років.
Призер Чемпіонату світу з водних видів спорту 2003, 2005, 2007 років.
Чемпіон Європи з водних видів спорту 1997, 2006 років, призер 2008 року.